# Love Me Harder
Love Me Harder – singel amerykańskiej piosenkarki Ariany Grande, wydany 30 września 2014 roku nakładem wytwórni fonograficznej Republic Records. W piosence gościnnie wystąpił kanadyjski muzyk The Weeknd. Utwór został wydany jako trzeci singel promujący album My Everything.

## Teledysk
1 października 2014 roku Grande poinformowała, że pracuje nad teledyskiem do "Love Me Harder". W tym samym czasie jej manager Scooter Braun zamieścił na Instagramie zdjęcie z planu. Reżyserią widea zajęła się Hannah Lux Davis, która współpracowała z Grande przy teledysku do singla Bang Bang. Oficjalna premiera wideoklipu odbyła się 3 listopada 2014 roku na kanale Vevo artystki.

## Track lista
- Digital download – EP edition[6]

1. "Love Me Harder" (z The Weeknd) – 3:56
2. "Cadillac Song"  – 2:52
3. "Too Close"  – 3:35

## Notowania i certyfikaty
| Lista (2014)                             | Najwyższa pozycja |
| ---------------------------------------- | ----------------- |
| Australia (ARIA Charts)                  | 19                |
| Austria (Ö3 Austria Top 40)              | 33                |
| Belgia (Ultratop 50 Flandria)            | 48                |
| Belgia (Ultratop 50 Walonia)             | 43                |
| Chorwacja (ARC 100)                      | 64                |
| Czechy (IFPI Ceská Republika)            | 13                |
| Dania (Tracklisten)                      | 18                |
| Kanada (Canadian Hot 100)                | 10                |
| Finlandia (Suomen virallinen lista)      | 14                |
| Francja (SNEP)                           | 27                |
| Hiszpania (PROMUSICAE)                   | 36                |
| Holandia (MegaCharts)                    | 12                |
| Irlandia (IRMA)                          | 33                |
| Izrael (Media Forest)                    | 1                 |
| Korea Południowa (GAON)                  | 15                |
| Liban (The Official Lebanese Top 20)     | 8                 |
| Niemcy (Media Control Charts)            | 35                |
| Norwegia (VG-Lista)                      | 22                |
| Nowa Zelandia (NZ Top 40 Singles)        | 28                |
| Słowacja (IFPI)                          | 9                 |
| Szwajcaria (Schweizer Hitparade)         | 40                |
| Szwecja (Sverigetopplistan)              | 27                |
| Włochy (FIMI)                            | 17                |
| Wielka Brytania (UK Singles Chart)       | 48                |
| Stany Zjednoczone (Billboard Hot 100)    | 7                 |
| Stany Zjednoczone (Hot Dance Club Songs) | 21                |
| Stany Zjednoczone (Top 40 Mainstream)    | 3                 |
| Stany Zjednoczone (Rhythmic)             | 1                 |

| Kraj                    | Certyfikat | Sprzedaż |
| ----------------------- | ---------- | -------- |
| Australia (ARIA)        | Złoto      | 35 000+  |
| Szwecja (GLF)           | Złoto      | 20 000+  |
| Stany Zjednoczone (BPI) | Platyna    | 855 740+ |
| Włochy (FIMI)           | Złoto      | 15 000+  |